# Lasioptera ephedrae
Lasioptera ephedrae är en tvåvingeart som beskrevs av Cockerell 1898. Lasioptera ephedrae ingår i släktet Lasioptera och familjen gallmyggor.
Artens utbredningsområde är New Mexico. Inga underarter finns listade i Catalogue of Life.